# نورالدین مدرسی چهاردهی
نورالدین مدرسی چهاردهی (زادۀ ۱۲۹۷ در کربلا - درگذشتۀ ۱۳۷۶ در تهران) دین شناس و پژوهشگر تجربی تاریخ ادیان بود. وی به سبب پژوهش‌های تجربی‌اش بر روی دین یارسان و نیز سلسله‌های خاکسار و نعمت‌اللهی شناخته شده‌است.

## زندگی
نورالدین مدرسی چهاردهی بسال ۱۲۹۷در ۱۵ شعبان کربلا به دنیا آمد. خانوادۀ او پس از فوت جد ایشان شیخ میرزا محمد علی چهاردهی رشتی از مرتاضان و زهاد بنام و در زمان کودکی وی به گیلان شهر اجداد سلفش مهاجرت کرد.
پس از مهاجرت و به سبب جاذبه عشق الهی
به سلسله خاکسارجلالی ابوترابی که همانوقت قطارکشی سلسله بر عهده بهارعلیشاه خاکسار از اکابر و صاحبان نفس بود پیوست..لیکن پیر راه در جایی دگر و شخص دگری بود..
سلوک سلسله خاکسار بسیار آهسته و نرم است.
در همان حین به محضر پروفسور ذبیح بهروز، عباس شوشتری مهرین، شهمردان، نصرالله فلسفی و دیگر محققین سترگ بار یافت.
مسیحیت را از محضر پروفسور میلر آموخته ۶ ماه در کلیسا زندگی و به فیض کشیشیت نائل آمد.
بیش از ۶۰۰ قوانین تلمود را بجهت تخصص و تسلطش به فارسی ترجمه نمود.
دو روایت از زمان رسیدنش به محضر کیوان در دست است. ۱۶ و ۲۵ سالگی که دومین مورد صحت تر است.
به محضر کیوان قزوینی بار یافت و ربوده او شد. دل و دین در راهش باخت.
مدتها در محضر مردآسیا کیوان قزوینی بود و مورد عنایت خاصه ایشان قرار گرفت. سلوک فقر و باطنش را از ایشان آموخت.
پس از فوت استادش  زمینهای اطراف قبرستان داراب را خریده و مزارش را محفوظ نمود..
در تمامی سلاسل فقری سلوک داشته و شخصا به امر سلوک و بجهت دریافت عقاید آن سلسله اهتمام ورزید.. 
وصی ایشان مسعودرضا مدرسی چهاردهیست

## آثار
اولین اثر: خاکسار و اهل حق
سیری در تصوف
سلسله های صوفیه
از احسا تا کرمان، «اسرار خاکسار و اهل حق که تکمله بر اولین اثر است»، «ارتباط با ارواح» و «سلسله‌های صوفیه ایران»
```
باب چه میگوید.
```

بهائیت چگونه پدید آمد
..شیخیه
..مانیه تیزم
مکتب یوگ و نشستهای آن
و آخرین اثر: گلبانگ مغز از فراسوی قانون جاذبه
```
 از ۱۵ کتاب‌های تألیفی او هستند.
[
۲
]
[
۳
]
```